# Vasmegyer
Vasmegyer is een plaats (község) en gemeente in het Hongaarse comitaat Szabolcs-Szatmár-Bereg. Vasmegyer telt 1621 inwoners (2006).